# Elymus humilis
Elymus humilis là một loài thực vật có hoa trong họ Hòa thảo. Loài này được (Keng & S.L.Chen) S.L.Chen mô tả khoa học đầu tiên năm 1988.